# Arkiv för matematik
Arkiv för matematik är en matematisk tidskrift som sedan 1971 utges av Institut Mittag-Leffler. Den har getts ut under nuvarande titel sedan 1949, då Arkiv för matematik, astronomi och fysik (grundad 1903) delades upp i fyra delar. Denna skapades i sin tur ur Vetenskapsakademiens Handlingar. Ursprungligen var Kungliga Vetenskapsakademien utgivare.